# 7.ª División Blindada (Reino Unido)
La 7.ª División Blindada fue una división blindada del ejército británico que prestó un servicio activo distinguido durante la Segunda Guerra Mundial, donde sus hazañas en la Campaña del Desierto Occidental le valieron el apodo de las Ratas del Desierto. 
Después del Acuerdo de Múnich, la división se formó en Egipto durante 1938 como la División Móvil (Egipto) y su primer comandante de división fue el teórico de tanques, el general de división Sir Percy Hobart. En febrero de 1940, el nombre de la unidad se cambió a la 7.ª División Blindada. 
La división luchó en la mayoría de las batallas importantes durante la Campaña en África del Norte; más tarde aterrizaría y pelearía en la Campaña Italiana durante las primeras etapas de la invasión de Italia antes de ser retirados a Reino Unido donde se prepararon para pelear en el noroeste de Europa. Aterrizaron en Normandía durante la tarde del Día D, el 6 de junio de 1944, y se abrió camino a través de Europa poniendo fin a la guerra en Kiel y Hamburgo, Alemania. 
Aunque la división se disolvió durante la década de 1950, la historia, el nombre y el destello de la "Rata del Desierto" fue continuado por la 7.ª Brigada Blindada.

## Historia

### Fundación
Después de la Crisis de Múnich, elementos de lo que se convertiría en la 7.ª División Blindada llegaron al Medio Oriente en 1938 para aumentar la fuerza británica en Egipto y formar una "Fuerza Móvil". La Fuerza Móvil - inicialmente la "Fuerza Móvil Matruh" - se estableció en la costa alrededor de 120 millas (193,1 km) al oeste de Alejandría. Se formó a partir de la Brigada de Caballería de El Cairo y estaba compuesta por cuatro regimientos blindados (el 7.° Húsares de la Reina, el 8.° Húsares Reales Irlandeses del Rey, el 11.° Húsares y el 1.° Regimiento Real de Tanques) y apoyado por el 3.° Regimiento de Artillería Real a Caballo, una compañía del Cuerpo de Servicio del Ejército Real y una unidad de ambulancia de campaña.
La Fuerza estaba equipada con una mezcla de vehículos: los regimientos de Húsar tenían tanques ligeros, vehículos Ford de 15 centenas (762 kg) y carros blindados Rolls Royce; El 1er Regimiento Real de Tanques tenía tanques ligeros y el 3er Regimiento Real de Artillería a Caballo tenía cañones de montaña de 3,7 pulgadas (9,4 cm) y vehículos con orugas para remolcarlos.
Se le unió el 1er batallón del Real Cuerpo de Fusileros del Rey de Birmania y luego su primer comandante, el general de división Percy Hobart. Hobart era un experto en armas blindadas y vio que sus tropas estaban debidamente preparadas para luchar en el desierto a pesar de su pobre equipo. Stewart Henry Perowne, el agregado de relaciones públicas de la embajada británica en Bagdad, quizás se refirió sin cariño a la unidad como la "farsa móvil" porque incluía algunos tanques obsoletos como el Vickers Medium Mark II.
En septiembre de 1939, la artillería estaba equipada con obuses de 25 libras (11,34 kg) y cañones antitanque de 37 mm. En diciembre de 1939, el general de división Michael O'Moore Creagh tomó el mando.

### África del Norte
La división estaba destinada a estar equipada con 220 tanques. Sin embargo, al estallar la Segunda Guerra Mundial, en septiembre de 1939, la 'Fuerza Móvil' solo tenía 65. La mayoría de las tropas de la unidad ya se habían desplegado durante dos años en 1940 y el correo tardó hasta tres meses en llegar. El 16 de febrero de 1940, la División Móvil, que había cambiado de nombre a mediados de 1939 para llamarse División Blindada, convirtió en la 7.ª División Blindada.

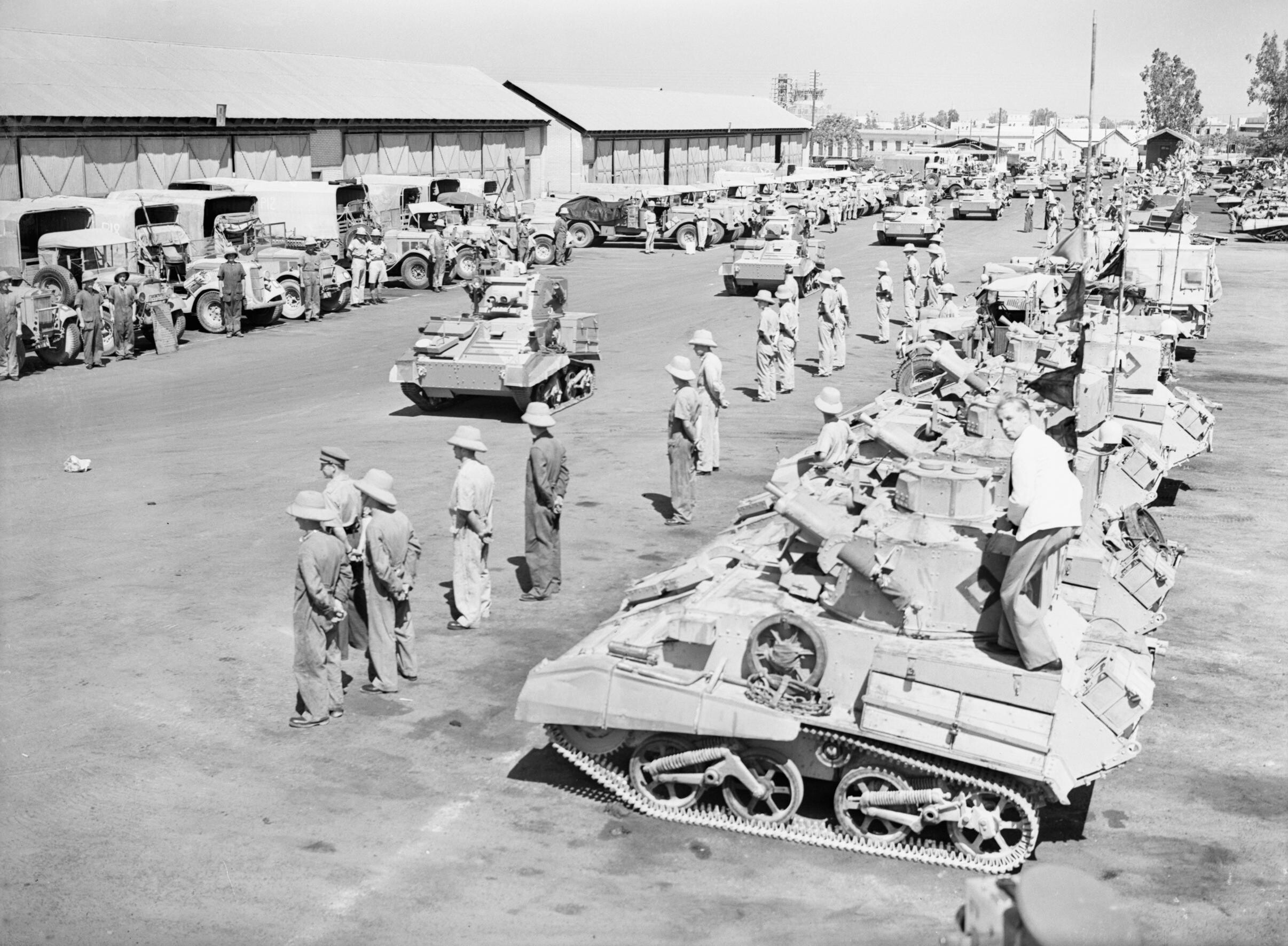
Los tanques ligeros Mk VI y los camiones del 8.º Húsares Reales Irlandeses del Rey reunidos listos para partir a un ejercicio en el desierto, el 5 de junio de 1940.

Después de la declaración de guerra italiana, la Fuerza del Desierto Occidental, bajo el mando del General de División Richard O'Connor, fue enormemente superada en número. Sin embargo, el ejército italiano se componía principalmente de infantería; su artillería databa de la Primera Guerra Mundial, no tenía carros blindados y algunas armas antitanques, que eran efectivas solo contra tanques ligeros y de crucero. Como tal, resultó no ser rival para los británicos. La Fuerza del Desierto Occidental capturó a 130 000 italianos como prisioneros de guerra entre diciembre de 1940 y febrero de 1941 en batallas fragmentadas.
Durante la retirada italiana en enero de 1941, el general de división O'Connor ordenó a las Ratas del Desierto viajar al sur de Jebel Akhdar y aislar a las fuerzas italianas en Beda Fomm, mientras las fuerzas australianas empujaban a los italianos hacia el oeste. El 7 de febrero, como los tanques no podían viajar lo suficientemente rápido, la maniobra fue dirigida por una brigada de carros blindados, artillería e infantería remolcadas, que completó el viaje en 30 horas, cortó la retirada italiana y destruyó al Décimo Ejército Italiano. El Teniente coronel John Combe dirigió este grupo, que fue conocido como la "Combe Force" (Fuerza de Combe) en su honor. Después de esto, los tanques de la 7.ª División Blindada, luego de ocho meses de lucha, necesitaron una revisión completa y la división se retiró a El Cairo y dejó temporalmente de estar disponible como formación de combate siendo reemplazada en la línea por la 2.ª División Blindada. 

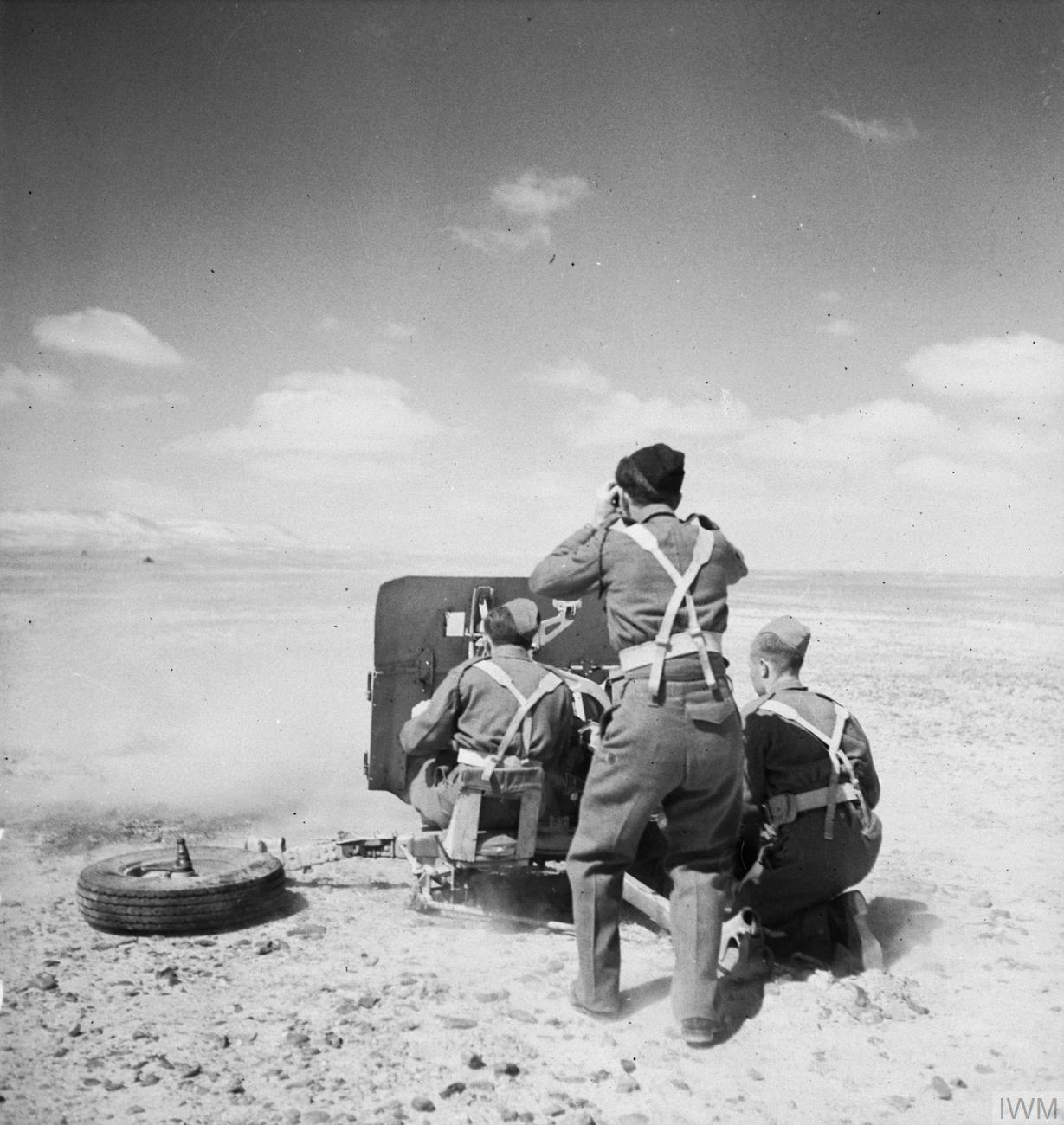
Un cañón antitanque de 2 libras tripulado por miembros del 2.° Batallón de la Brigada de Rifleros (del Príncipe Consorte), el 24 de marzo de 1942.

Los italianos habían demostrado ser tan débiles que Hitler se vio obligado a enviar al Afrika Korps, al mando de Erwin Rommel, como refuerzos. En abril de 1941, las tropas aliadas en Tobruk fueron aisladas por alemanes e italianos.
El 7 de junio, la división se preparó nuevamente para la batalla como parte de la Operación Battleaxe, habiendo recibido nuevos tanques y personal adicional. En el plan de ataque para la Operación Battleaxe, la séptima fuerza se dividió entre Coast Force y Escarpment Force. Sin embargo, esta ofensiva aliada fracasó y la 7.ª División Blindada se vio obligada a retirarse al tercer día de combate. El 18 de noviembre, como parte de la Operación Crusader, toda la 7.ª División Blindada se concentró en abrirse paso. Solo se enfrentaron a la debilitada 21.ª División Panzer. Sin embargo, el comandante del XXX Cuerpo, el Teniente General Willoughby Norrie, consciente de que la 7.ª División Blindada tenía 200 tanques, decidió actuar con cautela. Durante la espera, a primeras horas de la tarde del 22 de noviembre, Rommel atacó a Sidi Rezegh con la 21.ª División Panzer y capturó el aeródromo. La lucha fue desesperada y valiente: por sus acciones durante estos dos días de lucha, el General de Brigada Jock Campbell, al mando del 7.º Grupo de Apoyo, recibió la Cruz Victoria. Sin embargo, la 21.ª División Panzer, a pesar de ser considerablemente más débil en armadura, demostró ser superior en sus tácticas de armas combinadas, empujando a la 7.ª División Blindado hacia atrás con 50 tanques más perdidos (principalmente de la 22.ª Brigada Blindada).
El 27 de junio de 1942, la 7.ª División Blindada, junto con unidades de la 3.º Húsares del Rey, sufrieron uno de los peores incidentes de fuego amigo cuando fueron atacados por un grupo de bombarderos Vickers Wellington de la Real Fuerza Aérea (RFA) durante una Redada de dos horas cerca de Mersa Matruh, Egipto. Más de 359 soldados murieron y 560 más resultaron heridos.
La Fuerza del Desierto Occidental se convirtió más tarde en el Cuartel General del XIII Cuerpo, una de las partes principales del Octavo Ejército Británico que, desde agosto de 1942, estuvo al mando del teniente general Sir Bernard Montgomery. La 7.ª División Blindada participó en la mayoría de las principales batallas de la Campaña en África del Norte, incluidas las dos batallas de El Alamein (la Primera Batalla de El Alamein en julio de 1942, que detuvo el avance del Eje, y la Segunda Batalla de El Alamein en octubre/noviembre de 1942, que cambió el rumbo de la guerra en el norte de África).

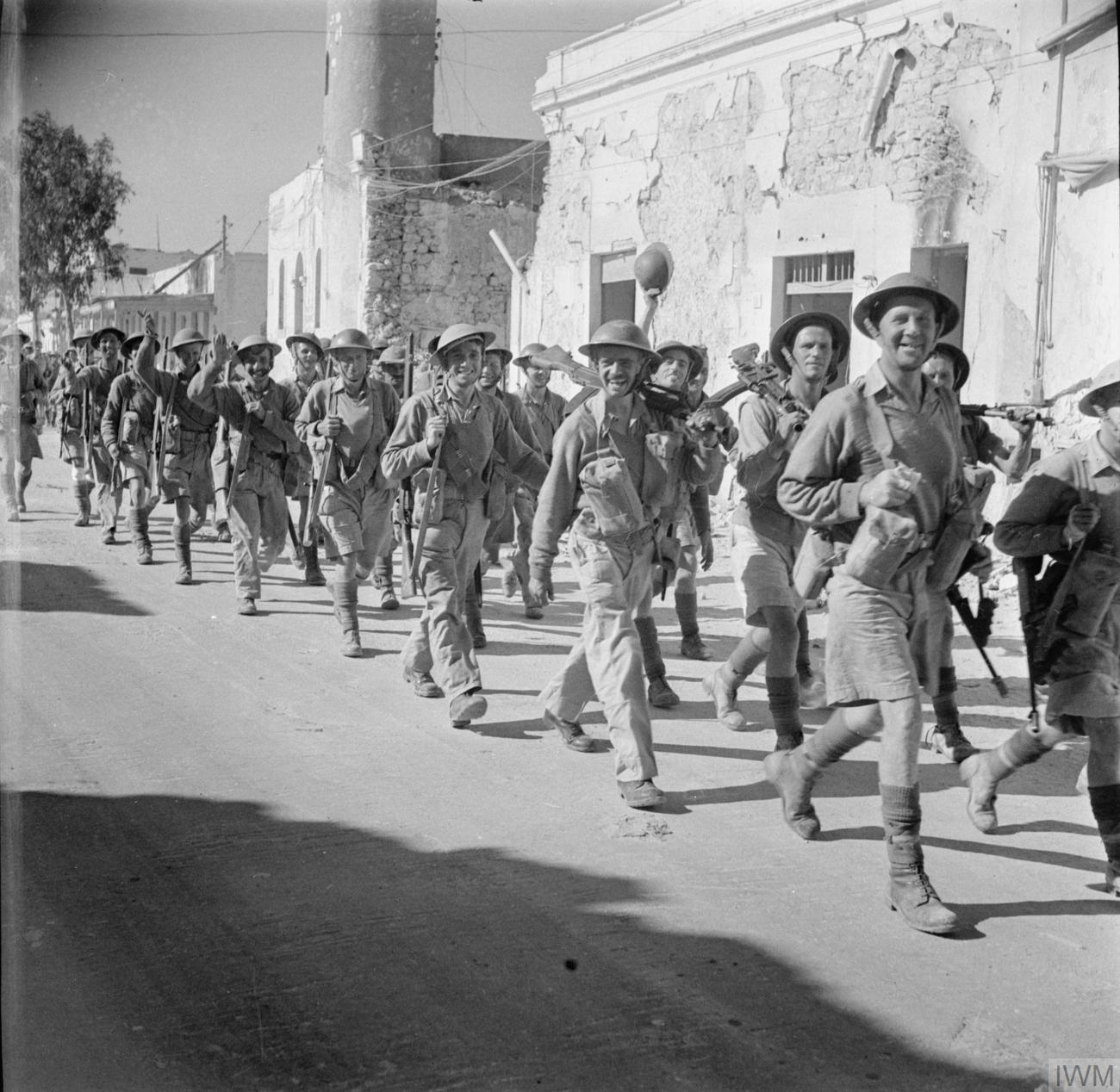
Infantería del 1.º al 6.º Batallón del Regimiento Real de la Reina (West Surrey) marchando hacia Tobruk, Libia, el 18 de noviembre de 1942.

La 7.ª División Acorazada, que ahora consta de la 22.ª Brigada Blindada y la 131.ª Brigada de Infantería, al mando del Mayor General John Harding, luchó en muchas de las principales batallas de la Campaña de Túnez, participando en la Batalla de El Agheila en diciembre. En enero de 1943, el Octavo Ejército había llegado a Trípoli, donde se celebró un desfile de la victoria, con la participación de la 7.ª División Blindada. Entre los testigos se encontraba Winston Churchill, el primer ministro británico, y el general Sir Alan Brooke, Jefe del Estado Mayor Imperial (JEMI).
La división, ahora comandada por el general George Erskine después de que Harding resultó gravemente herido en enero, participó en la batalla de Medenine, seguida de la batalla de la línea Mareth en marzo. A finales de abril, hacia el final de la campaña, la 7.ª División Blindada fue transferida al IX Cuerpo del Primer Ejército Británico para el asalto a Medjez El Bab. El ataque fue exitoso, con la 7.ª División Blindada compitiendo con la 6.ª División Blindada del Primer Ejército en una carrera hacia la ciudad de Túnez, con el Escuadrón 'B' de los 11.º Húsares siendo el primero en llegar a la ciudad la tarde del 7 de mayo, seguido de cerca por la 22.ª Brigada Blindada y la 131.ª Brigada. La lucha en el norte de África llegó a su fin pocos días después, con casi 250 000 soldados del Eje rindiéndose a los Aliados y convirtiéndose en prisioneros de guerra.

### Italia
La división no fue una fuerza de asalto en la invasión de Sicilia, sino que permaneció en Homs, Siria para entrenarse en la guerra anfibia, pero participó en las primeras etapas de la Campaña italiana.
La 7.ª División Blindada desembarcó en Salerno, el 15 de septiembre de 1943, para ayudar a repeler los fuertes contraataques alemanes durante la Batalla por la cabeza de playa de Salerno (Operación Avalancha). Poco después de aterrizar el 18, la 131.ª Brigada de Infantería (de la Reina) (que consistía en los batallones territoriales 1/5.º, 1/6.º y 1/7.º del Regimiento Real de la Reina) relevó a su duplicado 'hermano', la 169.ª Brigada de Infantería (de la Reina), (que constaba de la 2/5.ª, 2/6.ª y 2/7.ª Brigada de la Reina, todas formadas en 1939), que formaba parte de la 56.ª División de Infantería (Londres), y había estado en combate continuo desde el 9 de septiembre. La reunión de seis batallones de un solo regimiento se ha considerado desde entonces un momento único en la historia del regimiento. La 169.ª Brigada estaba comandada en ese momento por el General de Brigada Lewis Lyne, quien más tarde comandaría la 7.ª División Blindada a partir de noviembre de 1944 en adelante.
Luego, como parte del X Cuerpo Británico del Quinto Ejército de los Estados Unidos del Teniente General Mark W. Clark, comandado por el Teniente General Richard McCreery, y apoyado por la 46.ª División de Infantería británica, siguió adelante y tomó Nápoles. Las Ratas del Desierto, acostumbradas a luchar en el desierto, tuvieron que adaptarse a los confinados caminos italianos. La división cruzó el río Volturno, en el sur de Italia, y construyó un puente de pontones.

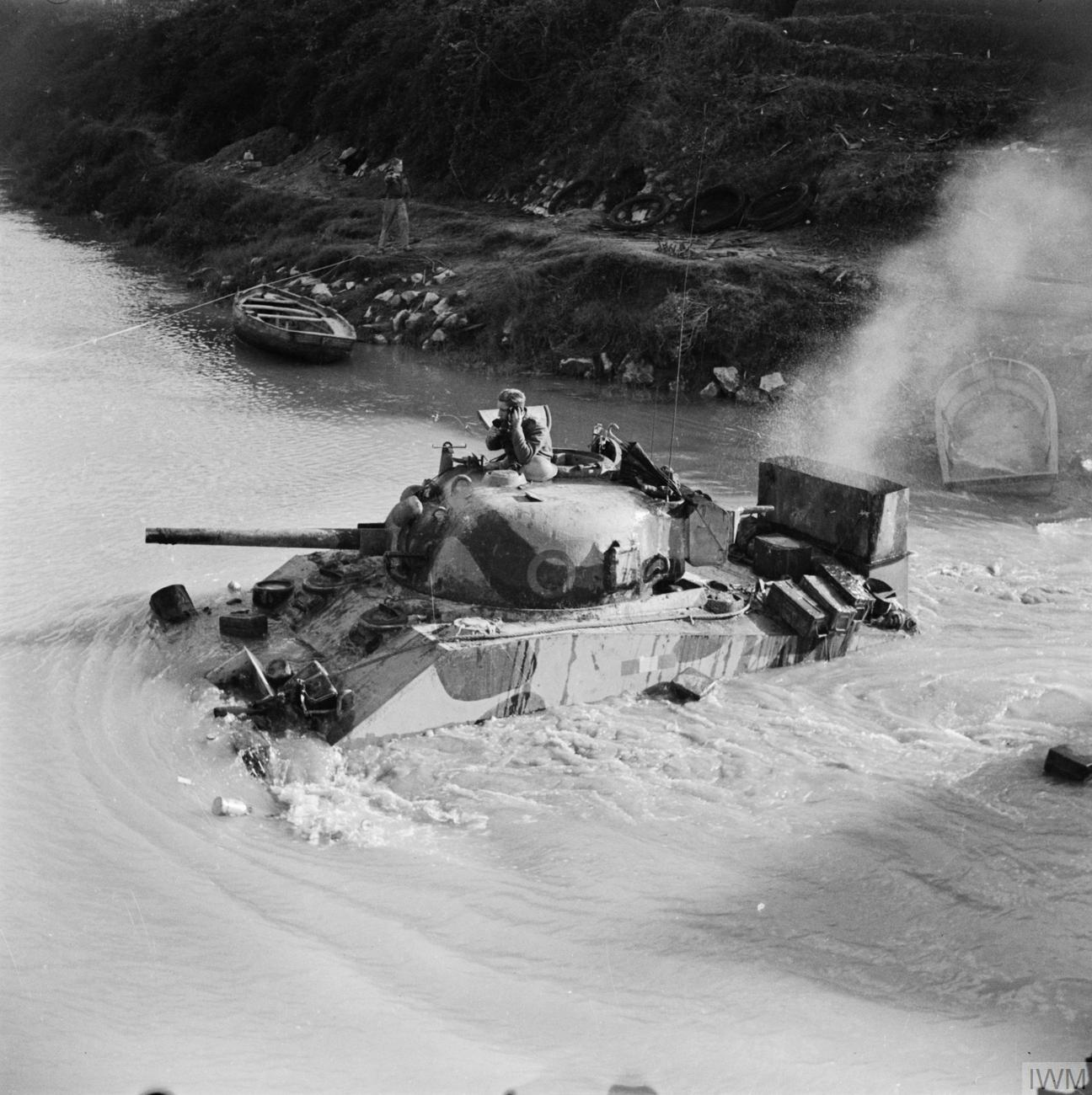
Un tanque Sherman del 4.º Condado de Londres Yeomanry vadeando el río Volturno en Grazzanise, Italia, el 17 de octubre de 1943.

Por voluntad del comandante del Octavo Ejército británico, el general Sir Bernard Montgomery, la 7.ª División Blindada fue retirada al Reino Unido, junto con la 4.ª y 8.ª Brigada Blindada, y la 50.ª (Northumbria) y 51.ª (Highland) División de Infantería, todas de las cuales había dado un extenso servicio junto a la 7.ª División Blindada en el Mediterráneo y Oriente Medio, para participar en la invasión de Europa Noroccidental con el Segundo Ejército Británico. La 7.ª División, entregando sus vehículos y equipos maltrechos a la recién llegada 5.ª División (Blindada) Canadiense, salió de Italia a finales de diciembre de 1943 y llegó a Glasgow, Escocia, a principios de enero de 1944.

### Noroeste de Europa
En noviembre de 1943, la división partió de Italia hacia el Reino Unido; con las últimas unidades llegando el 7 de enero de 1944. La división fue reequipada con los nuevos tanques de crucero Cromwell y en abril y mayo recibió 36 Sherman Vc Fireflies; suficiente para organizar cada tropa de modo que tuvieran un complemento de tres Tanques Cromwell con cañones de 75 mm y un cañón Firefly de 17 libras (7,7 kg). Las Ratas del Desierto fueron la única división acorazada británica que utilizó al Cromwell como su principal tanque de batalla.

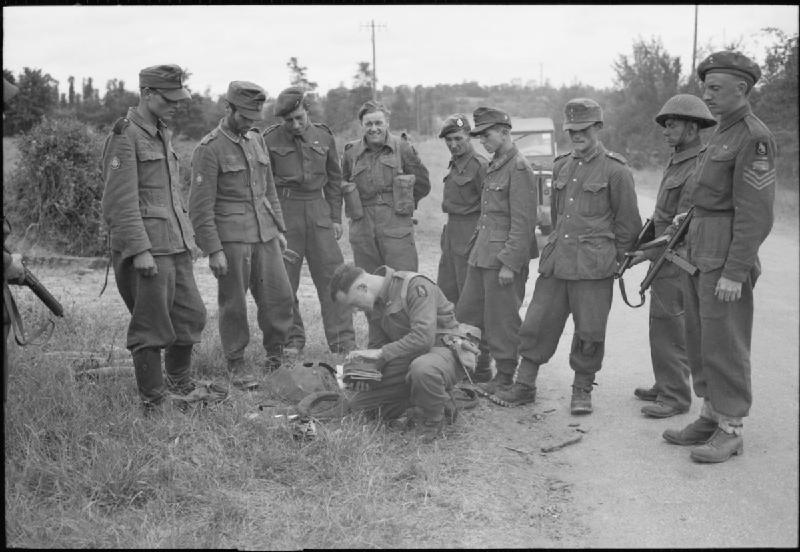
Prisioneros alemanes registrados por soldados del 1er Batallón de la Brigada de Fusileros (del Príncipe Consorte) cerca de Tilly-sur-Seulles, Normandía, el 13 de junio de 1944.

La 7.ª División Acorazada fue una de las tres divisiones de seguimiento de los dos cuerpos de asalto británicos destinados a los desembarcos de Normandía. La 22.ª Brigada Blindada se embarcó el 4 de junio y la mayor parte de la división aterrizó en Gold Beach a fines del 7 de junio, un día después de los desembarcos iniciales. La división, parte del XXX Cuerpo del Teniente General Gerard Bucknall, participó inicialmente en la Operación Perch y la Operación Goodwood, dos operaciones que formaron parte de la Batalla de Caen, a su vez parte de la Operación Overlord, nombre en clave de la invasión de Normandía. Durante la Operación Perch, la división debía encabezar un ataque de pinza para capturar la ciudad. Debido a un cambio de planes, la división se enfrentó a tanques de la 130.ª División Panzer-Lehr y del 101.º Batallón Pesado SS-Panzer en la Batalla de Villers-Bocage. Tras la captura de Caen, la división participó en la Operación Primavera, que tenía la intención de mantener a las fuerzas alemanas atrapadas en el frente británico, lejos de los estadounidenses que estaban lanzando la Operación Cobra y luego la Operación Bluecoat, un ataque para apoyar la fuga estadounidense e interceptar los refuerzos alemanes que se movilizan para detenerlos. Después de la Batalla de Falaise, que vio a la mayor parte del ejército alemán en Normandía destruido, la 7.ª División Blindada participó en el avance aliado desde París hasta el Rin.

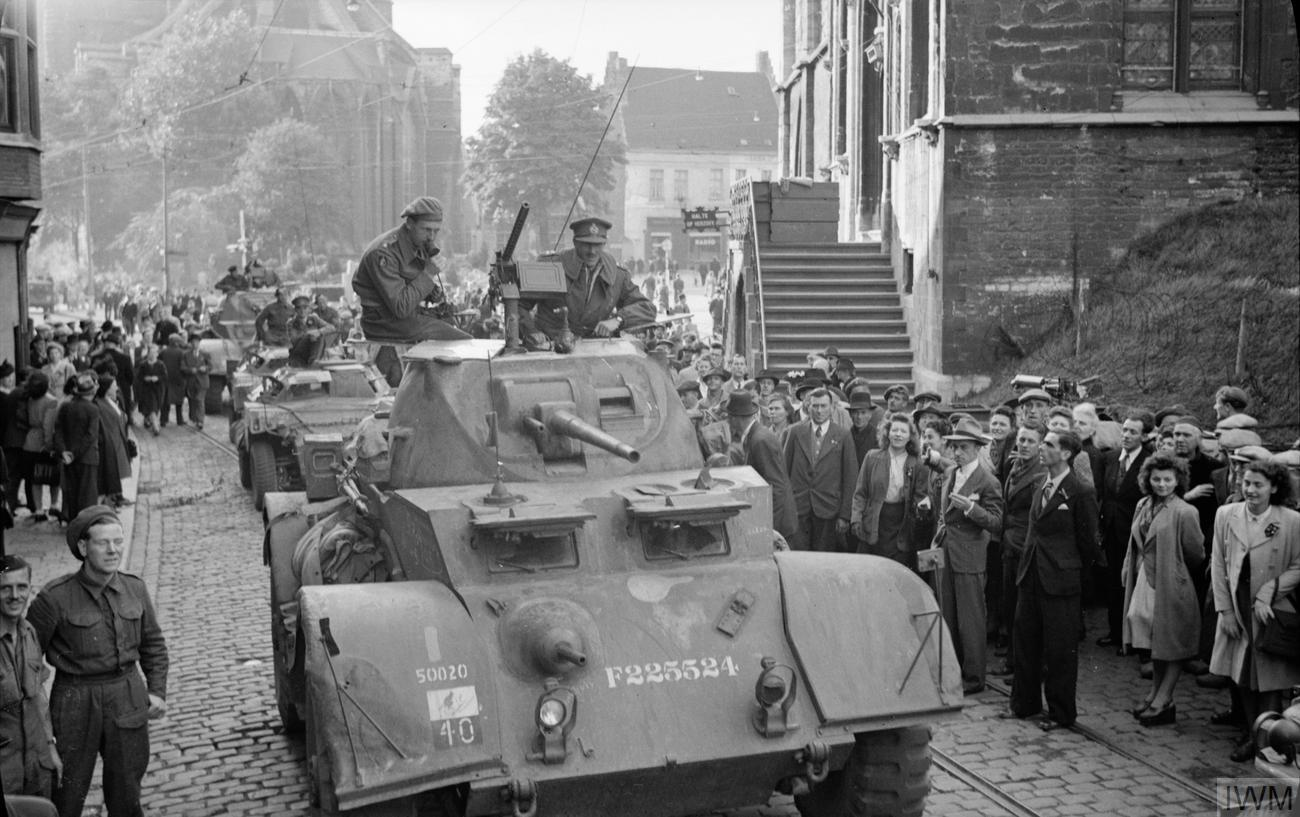
El mayor general Gerald Lloyd-Verney, Oficial general al mando de la 7.ª División Blindada entra en Gante en su vehículo blindado Staghound, el 8 de septiembre de 1944.

El desempeño de la división en Normandía y el resto de Francia ha sido cuestionado y se ha afirmado que no coincidió con el de sus campañas anteriores. A principios de agosto de 1944, el general George Erskine era el Oficial General al Mando de la división; estando al mando desde enero de 1943. El general George Erskine, el brigadier William Hinde, al mando de la 22.ª Brigada Blindada, y hasta otros 100 oficiales de la división fueron destituidos de sus posiciones y reasignados. Erskine fue reemplazado por el mayor general Gerald Lloyd-Verney. Los historiadores coinciden en gran medida en que esto fue una consecuencia del "fracaso" de Villers-Bocage y que se había planeado desde esa batalla. El historiador Daniel Taylor opina que el resultado de la batalla proporcionó una excusa y que los saqueos se llevaron a cabo para "demostrar que el mando del ejército estaba haciendo algo para contrarrestar la mala opinión pública sobre la conducción de la campaña". El historiador y ex oficial del ejército británico Mungo Melvin ha comentado con aprobación de la institución de la 7.ª División Blindada de una estructura flexible de armas combinadas, que otras divisiones blindadas británicas no adoptaron hasta después de la Operación Goodwood.
El reemplazo del Oficial General al Mando de la división, después de Normandía, no cambió el desempeño de esta y en noviembre de 1944, el reemplazo de Erskine, el general Lloyd-Verney, fue relevado por el general de división Lyne, después de que "no pudo curar los malos hábitos de la división lo suficientemente bien como para satisfacer a Montgomery y Dempsey". Casi no hay duda de que la división sufría de fatiga de batalla colectiva y acumulativa. Como dijo Lloyd-Verney, con cierta presciencia: "No hay duda de que la familiaridad con la guerra no hace a uno más valiente. Uno se vuelve astuto y de la astucia a la cobardía es solo un pequeño paso". Esto no fue un incidente aislado; la 51.ª División (Highland) y varias de las otras formaciones veteranas que Montgomery había traído del Mediterráneo para la Operación Overlord experimentaron dificultades similares, aunque, curiosamente, no con la 50.ª División (Northumbria), que funcionó bien durante la Campaña de Normandía.

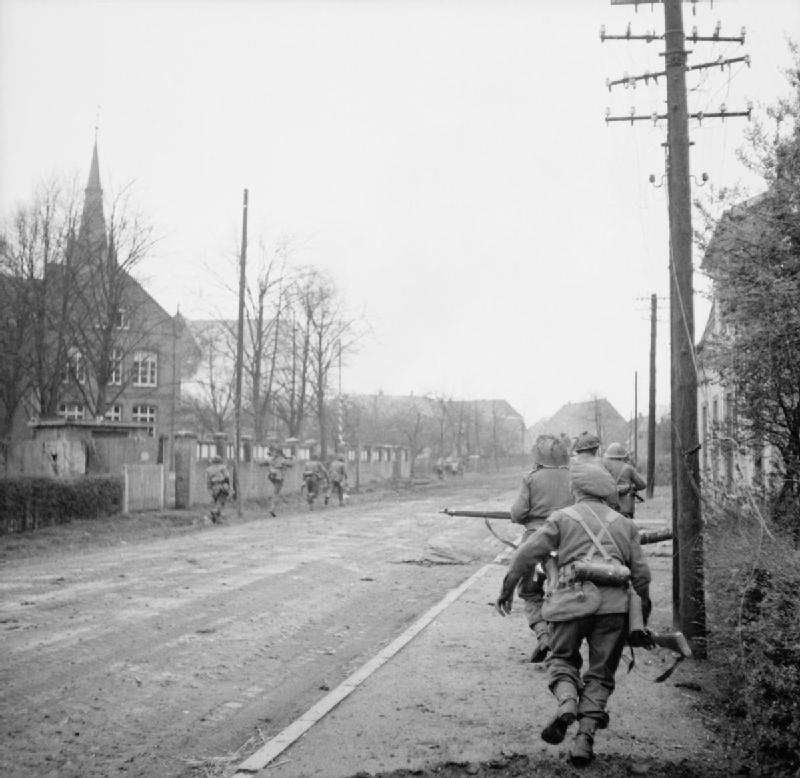
Los hombres del 9.º Batallón de Infantería Ligera de Durham corren a lo largo de una calle en Weseke, Alemania, el 29 de marzo de 1945.

Tras el avance a través de Francia, la división participó en el avance aliado a través de Bélgica y los Países Bajos; liberando Gante el 6 de septiembre. Más tarde, la división, ahora comandada por el mayor general Lewis Lyne, un comandante altamente experimentado, participó en el avance y la seguridad del río Mosa. En enero de 1945, la división, con la 8.ª Brigada Blindada y la 155.ª Brigada de Infantería (de la 52.ª División de Infantería (Lowland)) bajo el mando, participó en la Operación Blackcock para despejar el Río Rur. La división tuvo un breve descanso para entrenar a fines de febrero. A esto le siguió la Operación Plunder; la 7.ª División Blindada cruzó el río Rin cerca de Xanten y Wesel y avanzó hacia la ciudad alemana de Hamburgo, como parte de la invasión aliada occidental de Alemania, donde la división puso fin a la guerra. El 16 de abril de 1945, la 7.ª División Blindada liberó el Stalag 11B en Fallingbostel, que fue el primer campo de prisioneros de guerra en ser liberado. La batalla final de la guerra de la 7.ª División Blindada fue la Batalla de Hamburgo.

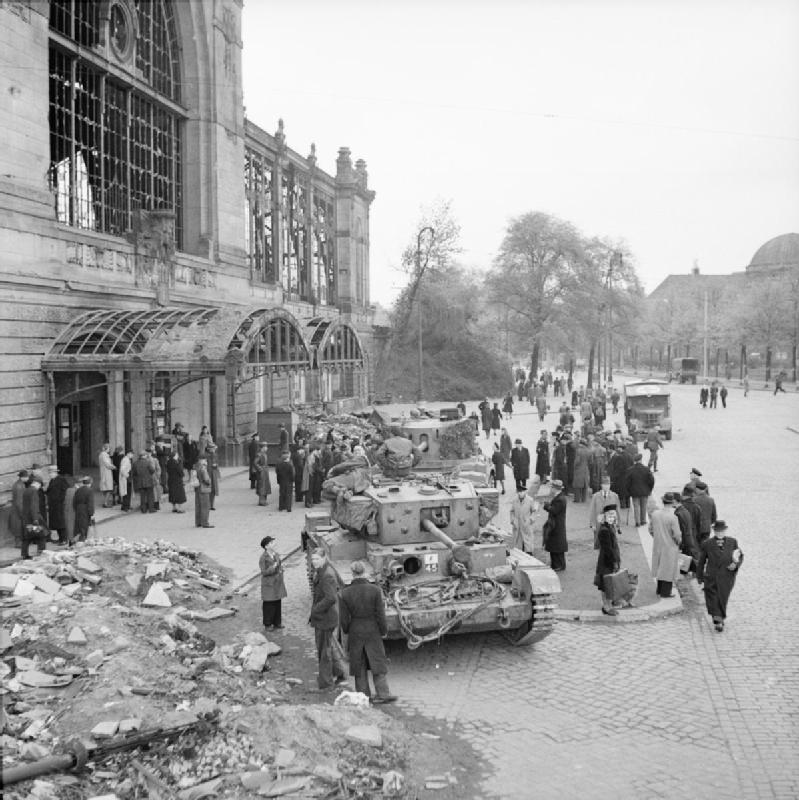
Tanque Cromwell junto al tanque Challenger detrás de los 8.º Húsares, la 7.ª División Blindada, fuera de la estación Dammtor de Hamburgo, 5 de mayo de 1945.

En julio de 1945, la 7.ª División Blindada se trasladó a Berlín, donde participó en el Desfile de la Victoria de Berlín de 1945, junto a las tropas estadounidenses, francesas y rusas. Entre los muchos testigos en el desfile se encontraban Winston Churchill, el primer ministro británico, que apreciaba especialmente la división, el mariscal de campo Sir Alan Brooke, el Jefe del Estado Mayor Imperial y el mariscal de campo Sir Bernard Montgomery, también comandante del 21.º Grupo del Ejército.

### Posguerra
La División permaneció en Alemania como parte de las fuerzas de ocupación y luego en la década de 1950 como parte del Ejército Británico del Rin en guardia contra el Pacto de Varsovia. A medida que el ejército británico se hizo más pequeño, sus divisiones de mayor número fueron eliminadas del orden de batalla. La larga e ilustre carrera de la División finalmente llegó a su fin de esta manera, en abril de 1958, cuando se convirtió en 5.ª División. Sin embargo, las tradiciones y el apodo icónico ("Ratas del desierto") de la División son mantenidos por la 7.ª Brigada Blindada, que forma parte de la 1.ª División Blindada.

## Apodo
El nombre fue acuñado por el primer comandante de división, el mayor general Percy Hobart en una visita a Maaten Bagush. Allí conoció a Rea Leakey, entonces Inteligencia del Oficial de Estado Mayor III, que tenía un jerbo mascota, o "rata del desierto". Hobart tomó al animal y decidió adoptar "Las ratas del desierto" como apodo para la división. El flash de hombro fue diseñado por la esposa de su sucesor, el general de división Michael O'Moore Creagh, usando un jerbo del zoológico de El Cairo como modelo. Los parches de hombro resultantes estaban hechos de hilo escarlata. Estos no fueron oficiales; la Oficina de Guerra no adoptó los flashes hasta el verano de 1943 y luego los rediseñó para que parecieran, en opinión de Leakey, más un canguro que un jerbo. El color también se cambió a negro.

## Oficial general al mando
Los comandantes incluyeron: 
| Fijado                   | Oficial general al mando                                                                  |
| ------------------------ | ----------------------------------------------------------------------------------------- |
| 3 de septiembre de 1939  | General de división Percy Hobart                                                          |
| 16 de noviembre de 1939  | Brigadier John A. L. Caunter (en funciones)                                               |
| 4 de diciembre de 1939   | General de división Michael O'Moore Creagh                                                |
| 1 de abril de 1941       | Brigadier J. A. L. Caunter (en funciones)                                                 |
| 13 de abril de 1941      | General de división Michael O'Moore Creagh (reemplazado después del fracaso de Battleaxe) |
| 3 de septiembre de 1941  | General de División William Gott (ascendido al mando del XIII Cuerpo)                     |
| 6 de febrero de 1942     | General de División John Campbell VC (muerto en accidente de tráfico el 23 de febrero)    |
| 23 de febrero de 1942    | Brigadier A. H. Gatehouse (en funciones)                                                  |
| 9 de marzo de 1942       | General de división Frank Messervy (despedido después de la batalla de Gazala)            |
| 19 de junio de 1942      | General de división James Renton                                                          |
| 14 de septiembre de 1942 | General de División John Harding (herido el 18 de enero de 1943)                          |
| 20 de enero de 1943      | Brigadier George Roberts (en funciones)                                                   |
| 24 de enero de 1943      | General de división George Erskine                                                        |
| 4 de agosto de 1944      | General de División Gerald Lloyd-Verney                                                   |
| 22 de noviembre de 1944  | General de división Lewis Lyne                                                            |
| 1947                     | General de División George Roberts                                                        |
| Marzo de 1949            | General de división Robert Arkwright                                                      |
| Mayo de 1951             | General de división Charles Jones                                                         |
| Noviembre de 1953        | General de división Kenneth Cooper                                                        |
| Marzo de 1956            | General de División John Hackett                                                          |
| Febrero de 1958          | General de División Geoffrey Musson                                                       |

## Miembros de la 7.ª División Blindada
- Mariscal de campo Lord Carver - GS01
- General de división John Combe: inicialmente de los 11.º húsares, más tarde oficial de estado mayor.
- The Rt Hon Enoch Powell MBE - Oficial de personal
- Segundo teniente Dan Ranfurly - narrado por el libro de su esposa Hermione Ranfurly, "A la guerra con Whitaker: Los diarios de guerra de la condesa de Ranfurly, 1939-1945"

## Monumento
Hay un monumento a la 7.ª División Blindada en Brandon en el Bosque Thetford, donde la 7.ª se entrenó antes del día D. 